# Ponsas
Ponsas település Franciaországban, Drôme megyében. Lakosainak száma 527 fő (2022. január 1.). Ponsas Ozon, Érôme, Saint-Barthélemy-de-Vals, Saint-Vallier és Serves-sur-Rhône községekkel határos.

## Népesség
A település népességének változása:
| Lakosok száma | 363  | 326  | 430  | 422  | 538  | 527  | 527  | 531  | 530  | 527  |
|               | 1968 | 1982 | 1990 | 2006 | 2013 | 2015 | 2017 | 2019 | 2020 | 2022 |